# Aki Heikkinen
Aki Heikkinen (Vieremä, 24 de fevereiro de 1980) é um atleta de decatlo finlandês.
A sua melhor marca é de 8188 pontos, obtida a 20 de agosto de 2000 em Lahti.